# Sakae (imię)
Sakae (jap. さかえ, サカエ) – japońskie imię używane zarówno przez mężczyzn, jak i kobiety. 

## Możliwa pisownia
Sakae można zapisać używając różnych znaków kanji i może znaczyć m.in.:
- 栄, „powodzenie”[1]

## Znane osoby
o imieniu Sakae
- Sakae Esuno (サカエ), japoński mangaka
- Sakae Takahashi (栄), japoński piłkarz
- Sakae Tsuboi (栄), japońska powieściopisarka i poetka
- Sakae Tsuruga (栄), japoński skoczek narciarski
- Sakae Ōba (栄), oficer Armii Japońskiej

o nazwisku Sakae
- Kazuhito Sakae (栄), japoński zapaśnik w stylu wolnym
- Kiwa Sakae (栄), japońska zapaśniczka w stylu wolnym
- Ryōko Sakae (栄), japońska zapaśniczka w stylu wolnym